# إيفان بي هال
إيفان بي هال هو مؤرخ ودبلوماسي روسي، ولد في 1932 في بلغاريا.